# Eduard Müller (Politiker, 1841)

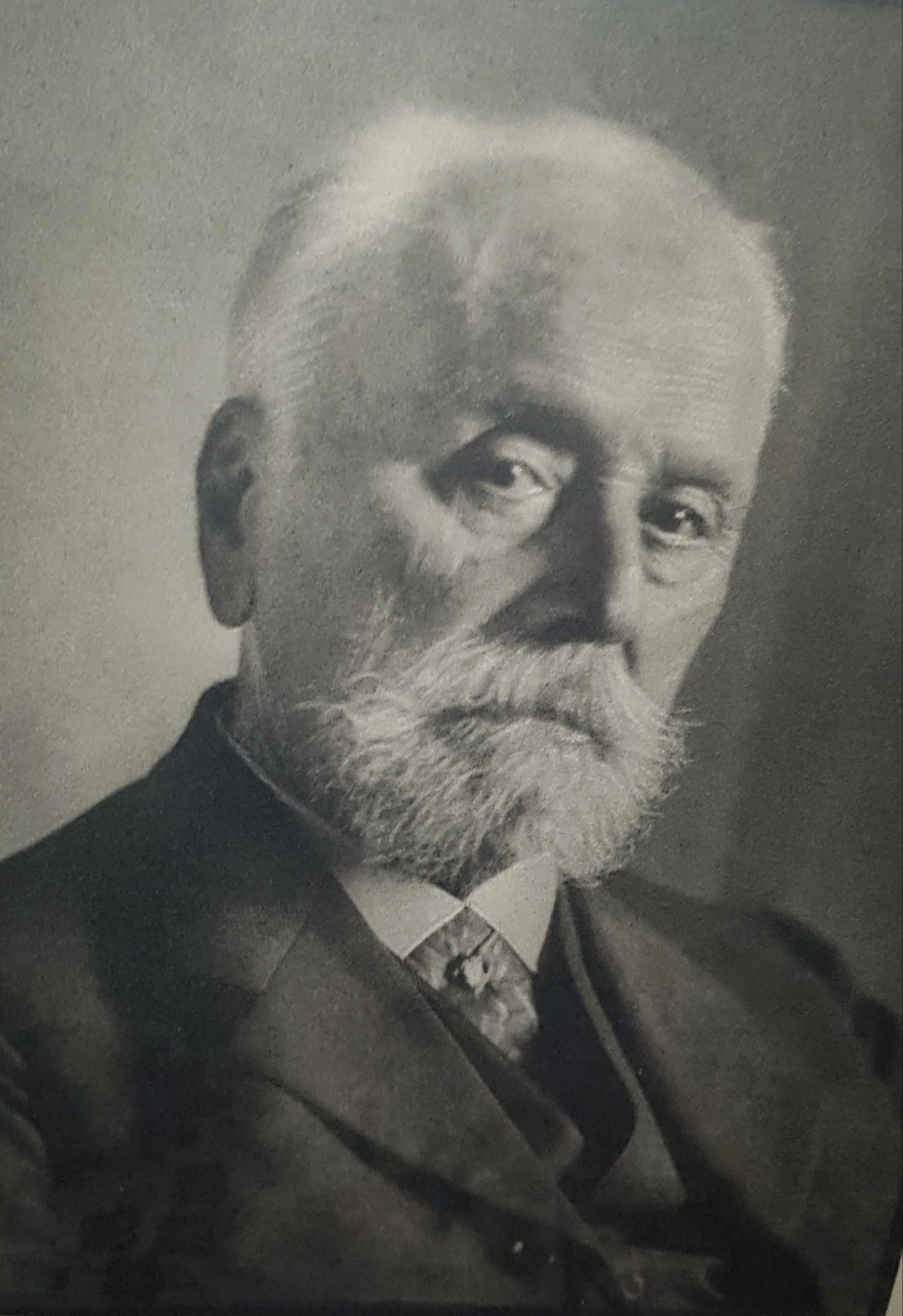
Geheimrat Eduard Müller

Eduard Müller (* 9. Juni 1841 in Bonn; † 16. August 1926 in Koblenz) war ein deutscher Rechtsanwalt und Politiker (Zentrum). Er ist Ehrenbürger der Stadt Koblenz.

## Leben und Beruf
Eduard Müller wuchs in Bonn auf. Er studierte Jura und trat nach Ablegung der juristischen Prüfungen das Referendariat in Koblenz an. 1866 wurde er zum Advokaten ernannt, im gleichen Jahr eröffnete er eine Rechtsanwaltskanzlei, die 2013 übernommen und somit bis heute – unter anderem Namen – weiter geführt  wird. 1870 wurde er zum Advokatanwalt, 1891 zum Justizrat und 1911 zum Geheimen Justizrat ernannt. 1912 gründete er in Koblenz den Verein der Rechtsanwälte, den er bis 1921 auch leitete. Er war mehr als 30 Jahre Vorsitzender des Ortsvereins der Zentrumspartei in Koblenz und im Wahlkreis Koblenz-St. Goar. Dem Stadtrat gehörte er ebenfalls mehr als 20 Jahre an, ab 1904 war er auch ehrenamtlicher Beigeordneter. Darüber hinaus vertrat er Stadt- und Landkreis Koblenz von 1905 bis 1918 im Preußischen Abgeordnetenhaus.
Müller setzte sich für katholische Belange ein und vertrat Geistliche und andere Würdenträger vor Gericht, darunter Johannes Bernhard Brinkmann, den Bischof von Münster. Während des Kulturkampfes verfasste er verschiedentlich politische Artikel. Seine Formulierungen trugen ihm zwei Verfahren vor dem anwaltlichen Disziplinargericht ein, die er jedoch unbeschadet überstand. Von 1887 bis 1920 gehörte er mit zwei Unterbrechungen der Leitung des katholischen Lesevereins in Koblenz an. Er organisierte den Deutschen Katholikentag 1890 in Koblenz und war auch Präsident des Kirchentages.
Müller wurde zum Kommandeur des Päpstlichen St. Silvesterordens ernannt. Ihm wurde der Rote Adlerorden, der königliche Kronenorden und das Ritterkreuz des badischen Ordens vom Zähringer Löwen verliehen. Am 5. Dezember 1917 ernannte ihn der Stadtrat zum Ehrenbürger von Koblenz. Am 22. April 1948 wurde im Koblenzer Ortsteil Goldgrube zu seiner Ehrung eine Straße nach ihm benannt.